# Vranovina (miasto Novi Pazar)
Vranovina (cyr. Врановина) – wieś w Serbii, w okręgu raskim, w mieście Novi Pazar. W 2011 roku liczyła 284 mieszkańców.